# Зюдостштайєрмарк
Зюдостштайєрмарк (нім. Südoststeiermark) — політичний округ Австрійської федеральної землі Штирія.  Був утворений 1 січня 2013 року шляхом об'єднання округів Радкерсбург та Фельдбах.

## Адміністративний поділ

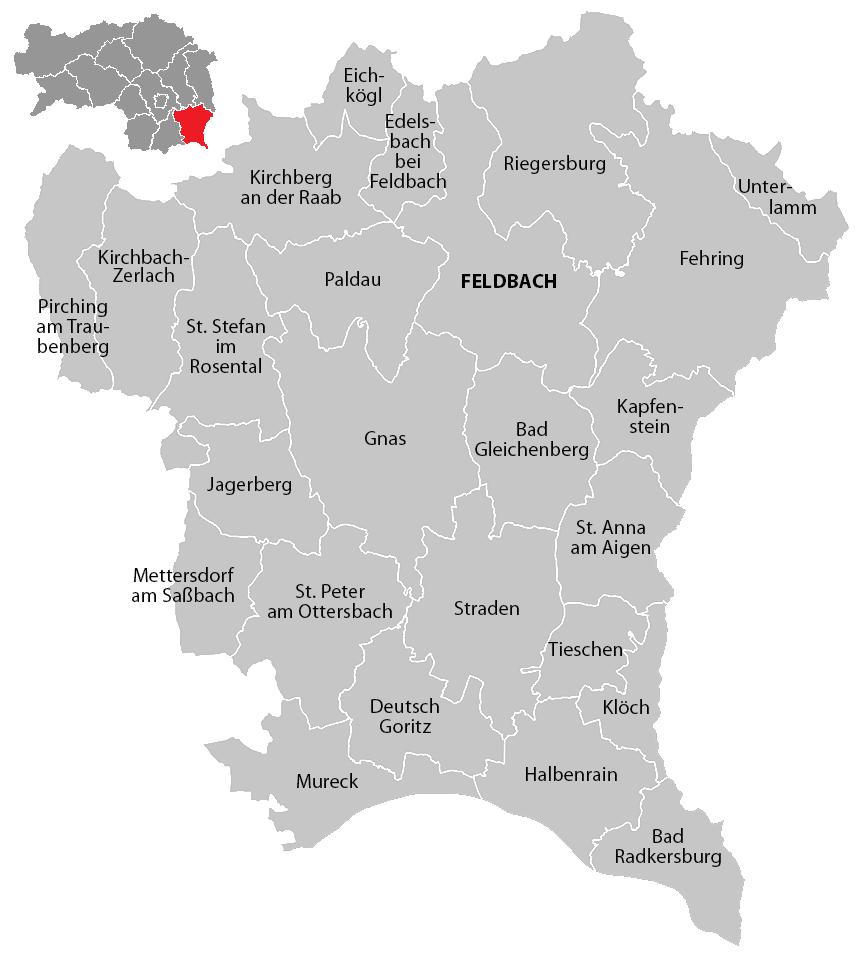
Адмінінстративний поділ округи станом на 01.01.2020 р.

### Сучасний стан
Округ поділено на 26 громад (муніципалітетів)
2020: 25 громад:

### Міста
1. Бад-Радкерсбург
2. Мурек
3. Фельдбах
4. Ферінг

### Ярмаркові містечка
1. Гальбенрайн
2. Гнас
3. Кірхбах-ін Штаєрмарк
4. Клех
5. Меттерсдорф-ам-Засбах
6. Пальдау
7. Рігерсбург
8. Санкт-Анна-ам-Айген
9. Санкт-Петер-ам-Оттерсбах
10. Санкт-Штефан-ім-Розенталь
11. Тішен
12. Штраден
13. Ягерберг

### Сільські громади
1. Бад Глайхенберг
2. Дойч-Горіц
3. Едельсбах-бай-Фельдбах
4. Айхкегль
5. Капфенштайн
6. Кірхберг-ан-дер-Рааб
7. Пірхінг-ам-Траубенберг
8. Унтерлам

### До реформи 2014/2015

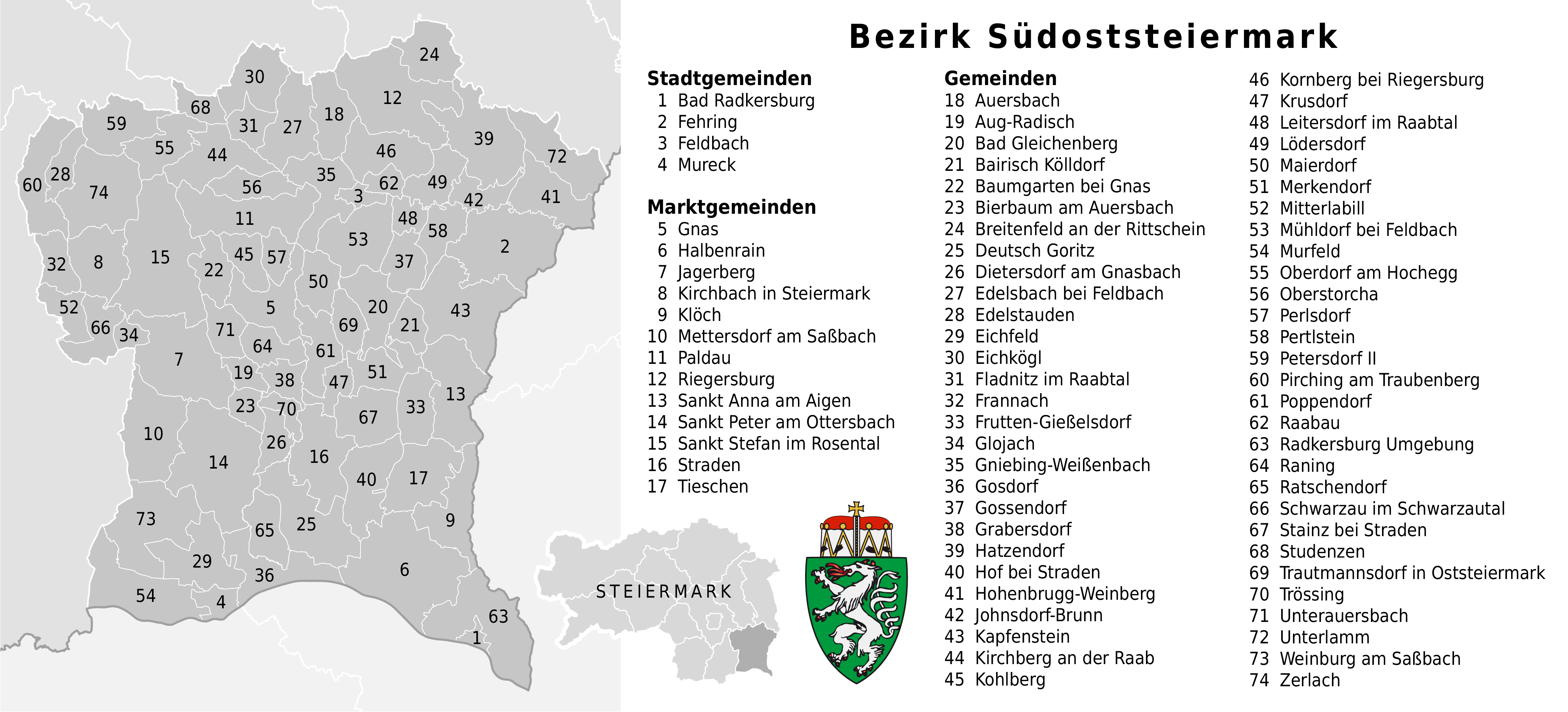
Поділ округи до 01.01.2015 р.

Сільські громади
1. Айхкегль
2. Айхфельд
3. Ауерсбах
4. Ауг-Радіш
5. Бад Глайхенберг
6. Байріш-Келльдорф
7. Баумгартен-бай-Гнас
8. Бірбаум-ам-Ауерсбах
9. Брайтенфельд-ан-дер-Рітчайн
10. Вайнбург-ам-Засбах
11. Гатцендорф
12. Глоях
13. Гнібінг-Вайсенбах
14. Госдорф
15. Госсендорф
16. Гогенбругг-Вайнберг
17. Гоф-бай-Штраден
18. Граберсдорф
19. Дітерсдорф-ам-Гнасбах
20. Дойч-Горіц
21. Едельсбах-бай-Фельдбах
22. Едельштауден
23. Йонсдорф-Брунн
24. Капфенштайн
25. Кірхберг-ан-дер-Рааб
26. Кольберг
27. Корнберг-бай-Рігерсбург
28. Крусдорф
29. Лайтерсдорф-ім-Раабталь
30. Ледерсдорф
31. Маєрдорф
32. Меркендорф
33. Міттерлабілль
34. Мурфельд
35. Мюльдорф-бай-Фельдбах
36. Обердорф-ам-Гохегг
37. Обершторха
38. Перльсдорф
39. Пертльштайн
40. Петерсдорф II
41. Пірхінг-ам-Траубенберг
42. Поппендорф
43. Раабау
44. Радкерсбург-Умгебунг
45. Ранінг
46. Рачендорф
47. Траутманнсдорф-ін-Остштаєрмарк
48. Трессінг
49. Унтерауерсбах
50. Унтерлам
51. Фладнітц-ім-Раабталь
52. Франнах
53. Фруттен-Гісельсдорф
54. Церлах
55. Шварцау-ім-Шварцауталь
56. Штайнц-бай-Штраден
57. Штуденцен